# Montane Höhenstufe

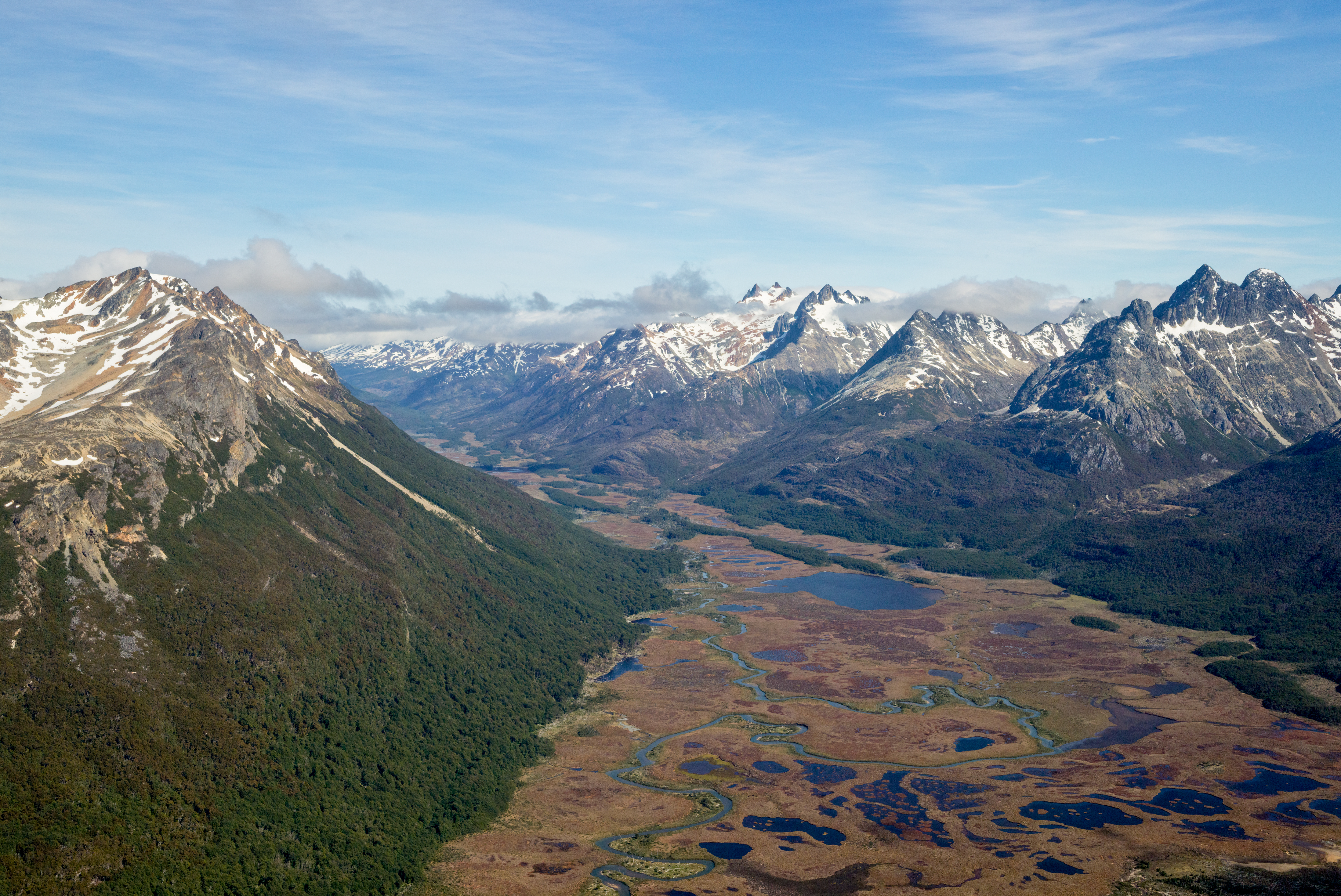
Klar abgegrenzte montane Waldstufe im Hochgebirge nahe Ushuaia (Feuerland, Argentinien)

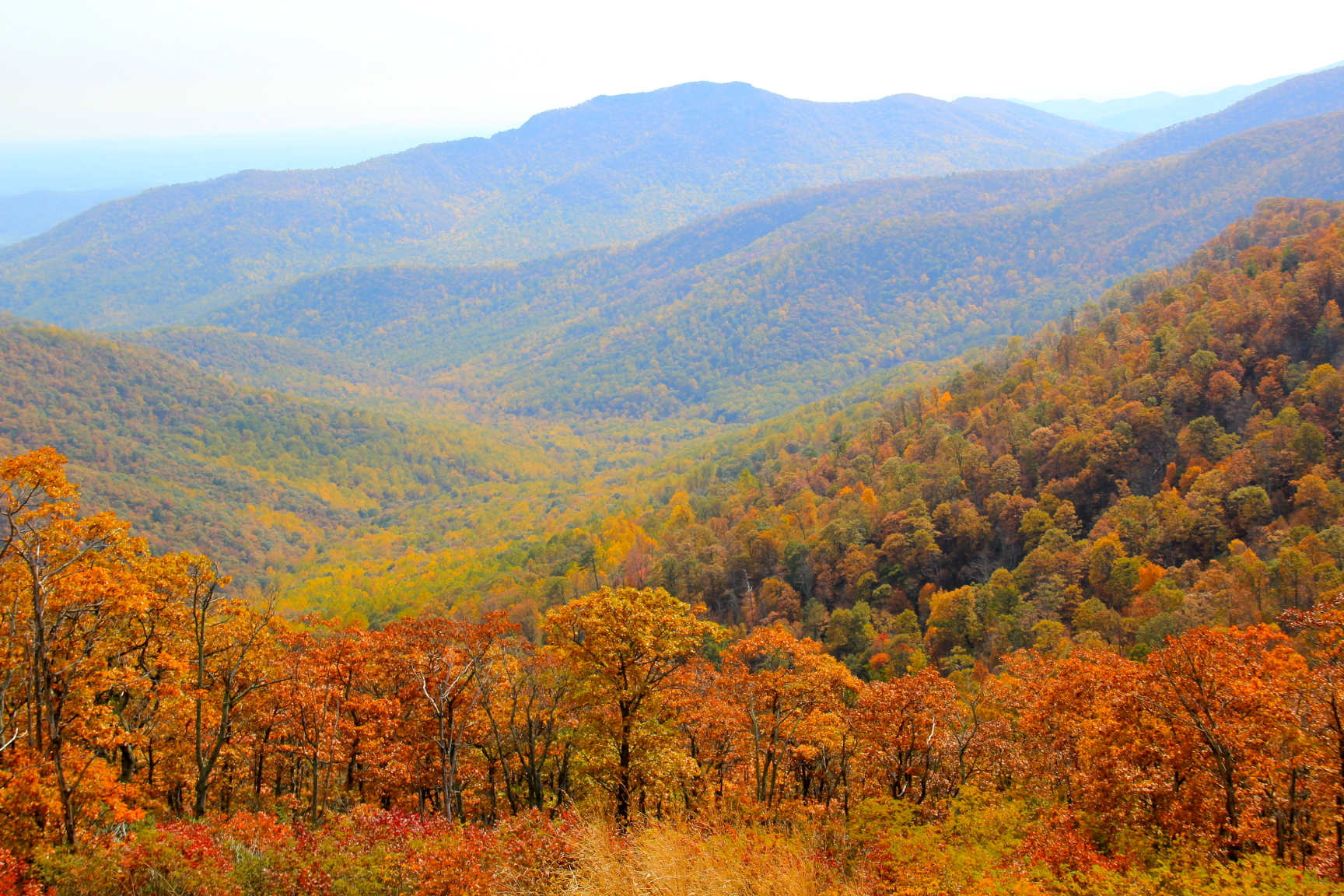
Submontaner/montaner Roteichenwald im zentralen Appalachen-Mittelgebirge (Virginia, USA)

Montane Höhenstufe (von lateinisch montanus = „Berge/Gebirge betreffend“ – auch Montanstufe, Mittelgebirgsstufe (engl. montane zone) und vereinzelt montane Vegetationsstufe, Berg-, Gebirgs-, Bergwald- oder auch einfach Waldstufe) ist die orographische Bezeichnung für die Höhenstufe der Vegetation vieler Gebirge oberhalb des planaren oder kollinen „Gebirgsfußes“.
Im Gegensatz zur kollinen Stufe steht die Montanstufe eindeutig unter dem Einfluss des jeweiligen Gebirgsklimas: Es ist bereits deutlich kühler (im weltweiten Mittel 3 bis 7° C mit einer deutlich verkürzten Vegetationsperiode) und niederschlagsreicher als in der Ebene, sodass die Standortbedingungen für die Pflanzenwelt grundsätzlich extrazonal sind. Sehr häufig finden sich Bergwälder. Die Bergstufe ist im Allgemeinen von starken Hangneigungen und etlichen Erhebungen geprägt, deren Reliefenergie zwischen 200 und 1000 m innerhalb der Höhenstufe liegt. Ihre Obergrenze liegt bei bewaldeten Gebirgen an der Waldgrenze und wird ansonsten nach den jeweiligen ökologischen Vorgaben bei einem bestimmten Wechsel der natürlichen Pflanzenformationen gezogen. Die nächsthöhere Vegetationsstufe ist die alpine Höhenstufe; bei bewaldeten Bergen wird noch eine subalpine Stufe dazwischen definiert.
Die Montanstufe wird oftmals weiter unterteilt, etwa (von unten nach oben) in sub- oder untermontan (schwer abgrenzbare Übergangsstufe zwischen der kollinen und der montanen Vegetation, die noch am Gebirgsfuß liegt, aber bereits spürbar unter dem Einfluss des Gebirgsklimas steht), tiefmontan, mittel-, hoch- oder obermontan (auch oreal genannt).
Nach einer Untersuchung von Christian Körner und anderen sind 5,29 % der Landoberfläche (ohne Antarktika) der montanen Höhenstufe zuzurechnen; das sind rund 43 % aller Gebirgsregionen.

## Nomenklatur
Die Begriffe planar, kollin, montan, alpin und nival gehören in Geobotanik, Biogeographie und Ökologie zu der am weitesten verbreiteten, „klassischen“ Nomenklatur für Höhenstufen mit ihren jeweils typischen Klimata und der potenziellen natürlichen Vegetation. Obwohl sich diese Bezeichnungen, die aus der traditionellen Alpenforschung stammen, ursprünglich nur auf humide Gebirge der gemäßigten Breiten bezogen, werden sie heute (mit den bereits beschriebenen Ausnahmen) auch für Gebirge anderer Klimazonen verwendet. Aufgrund dessen kann es keine allgemeingültigen Definitionen geben, da die Abstufung immer auf die tatsächlichen Verhältnisse eines konkreten Gebirges bezogen ist. Einige Autoren benutzen daher – insbesondere bei völlig andern ökologischen Verhältnissen – abweichende Bezeichnungen und Abfolgen, um Verwechslungen und falsche Schlussfolgerungen zu vermeiden.

### Alternative Bezeichnungen
Die vorgenannten Bezeichnungen sind für die gemäßigte Zone allgemein üblich. Für polare Gebirge wird keine Montanstufe definiert, da in den hohen Breiten bereits in der Ebene Tundra vorherrscht, die viele hundert Meter in die Höhe reicht und überall als alpine Vegetation beschrieben wird. Für andere Klimazonen wird die montane Stufe zum Teil nach der jeweiligen Zone mit den Vorsilben oro- oder supra- benannt: also oroboreal (Gebirgsnadelwald in borealen Gebirgen) oder supralaural (nemorale Bergwälder in lauralen Gebirgen), supradesertisch (Gebirgs-Wüstensteppe in Wüstengebirgen), supratropisch (Nebelwald in feuchttropischen Gebirgen) und – jeweils uneinheitlich, jedoch meist für eine montane Stufe: oromediterran oder supramediterran (Sommergrüner Laubwald in mediterranen Gebirgen).
Etliche Autoren bilden den Namen der Höhenstufen schlicht aus der typischen Vegetation: Bei humiden, kühlgemäßigten Gebirgen heißt die montane Region beispielsweise Buchen-Tannenstufe oder Eichen-Nadel-Mischwaldstufe. Darüber hinaus verwenden einige Autoren eigene Bezeichnungen – wie etwa der peruanische Geograph Javier Pulgar Vidal, der für die tropischen Anden zwei montane Bergregenwaldstufen der Yunga (Ost und West) sowie die darüber liegende Nebelwaldstufe der Quechua definierte. Der klassisch lateinamerikanische Begriff Tierra templada („gemäßigtes Land“) steht zumeist für eine submontane, selten für eine kolline Region. Tierra fria („kühles Land“) steht überall für Montanstufen. Da dieses Modell nicht auf der Vegetation beruht, sondern direkt auf das Klima bezogen ist, wird in den Randtropen für montane Höhen bisweilen auch der Begriff Tierra helada („kaltes Land“) verwendet, der in den Innertropen für (sub)alpine Höhenstufen steht.
Aus forstwirtschaftlicher Sicht und im allgemeinen Sprachgebrauch gehören die submontanen Laubwälder der kühlgemäßigten Zone noch zu den Tieflagen, während die montanen Mischwälder zu den Mittellagen gezählt werden. Die reinen Gebirgsnadelwälder bis zur Waldgrenze bilden in der Forstwirtschaft die Hochlagen. Dort werden sie mit der subalpinen Höhenstufe gleichgesetzt, während sie in anderen Wissenschaften mehrheitlich hoch- oder obermontan genannt werden.

## Charakteristik

### Vorgaben

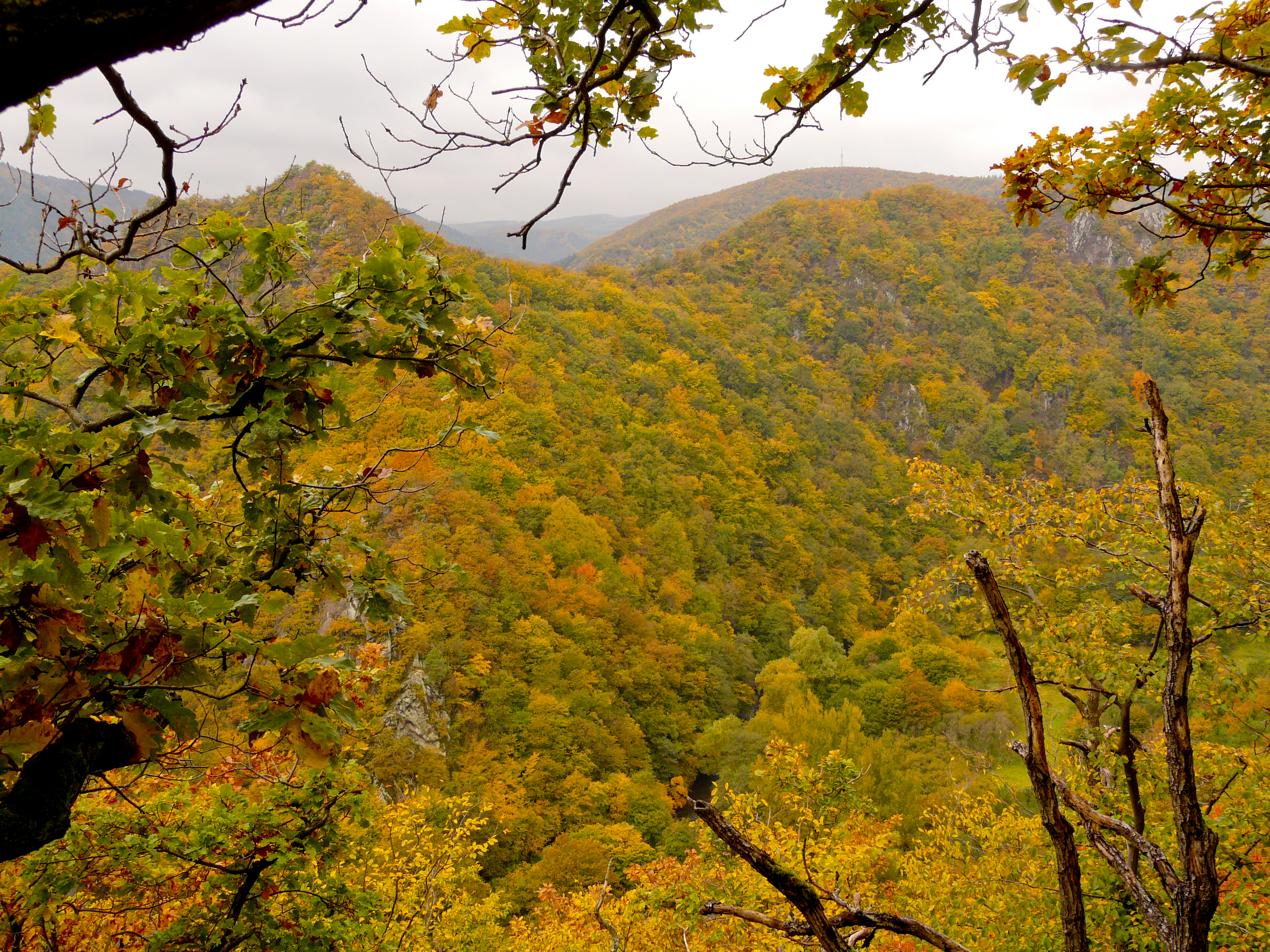
Submontaner Eichenwald im Naturschutzgebiet Ahrschleife

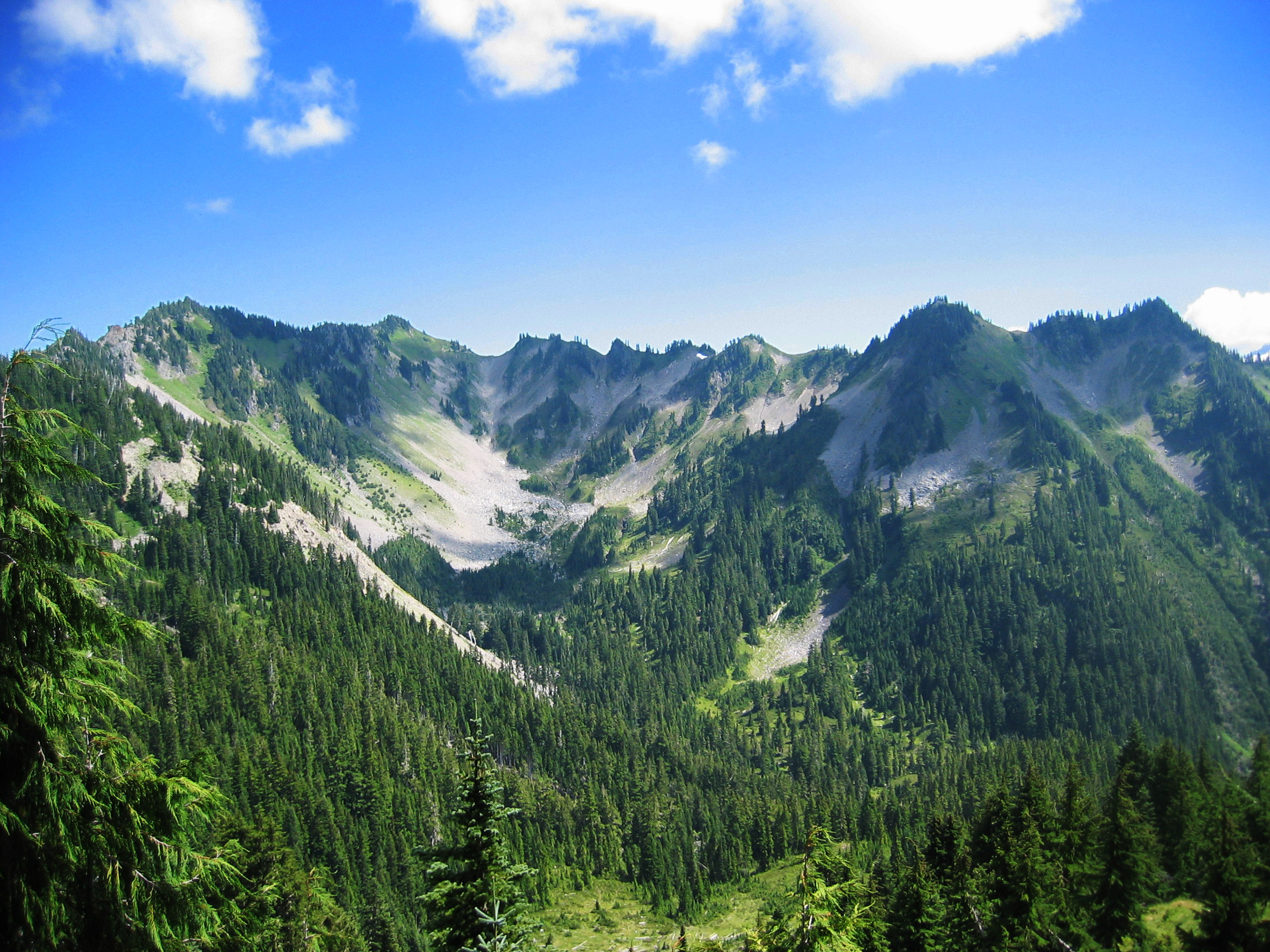
Montaner Nadelwald im Olympic-Nationalpark, Washington

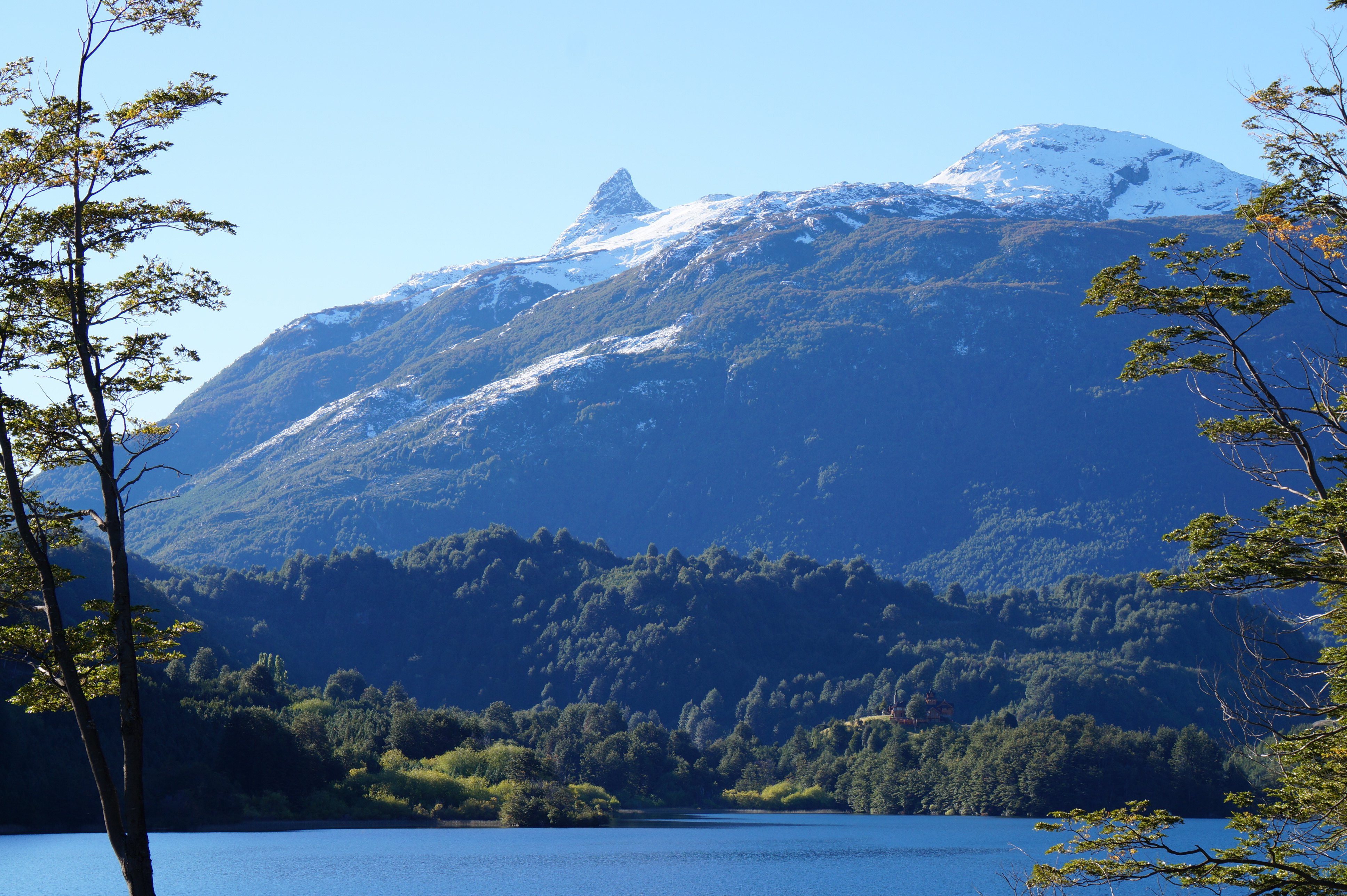
Auf der Südhalbkugel bestimmen nur Laubwälder die montane Region (Sierra Teta bei Futaleufú, Chile)

Die Pflanzenformationen der montanen Höhenstufe unterscheiden sich deutlich – außer bei polaren (die bereits oberhalb der arktisch/antarktischen Baumgrenze liegen) oder vollariden Gebirgen (z.B. Ahaggar und Tibesti in der Sahara, Kunlun in Tibet) – von denen der tiefer gelegenen Regionen und somit von der Vegetations- oder Ökozone, in der das Gebirge liegt. Der negative Temperaturgradient führt in dieser Höhe zu Temperaturen, die um durchschnittlich mindestens 3–7° tiefer liegen. Entscheidender für die Flora der Montanstufe ist jedoch das humidere Klima durch ausreichende Niederschlagsmengen (siehe Steigungsregen), das bei fast allen Hochgebirgen (bis auf die vollariden und polaren Ausnahmen) eine montane Bewaldung ermöglicht (daher auch Waldstufe u. ä.). Selbst in trockenem Kontinentalklima, das in der Ebene nur baumfreie Steppen oder Halbwüsten zulässt (Beispiel: Karakorum), können im montanen Bereich Wälder gedeihen.
Bei den mittelmontanen Mischwäldern der Außertropen besteht auf den ersten Blick eine große Ähnlichkeit mit den Nadel-Laubmischwäldern der gemäßigten Klimazone sowie der hochmontanen („subalpinen“) Gebirgsnadelwälder mit der dunklen Taiga der borealen Zone. Die Bedingungen verschiedener Gebirge weisen allerdings aufgrund spezieller klimatischer Unterschiede – insbesondere zunehmend stärkeren Sonneneinstrahlung Richtung Äquator – und einer jeweils eigenen (isolierten) Stammesgeschichte des Arteninventars deutliche Unterschiede auf. So finden sich etwa bei den Gebirgen der gemäßigten Südhemisphäre in Patagonien und Neuseeland statt Laub-, Misch- und Nadelwälder im Aufgang der montanen Stufe immergrüne- und zur Waldgrenze hin sommergrüne Laubwälder, weil dort nie kälteverträgliche Nadelgehölze entstanden sind. Zusammen mit der extremeren Verteilung der Niederschläge und einer großen Vielfalt unterschiedlicher Standortfaktoren weichen sowohl die Montanwälder als auch die baumfreien Bergstufen der Nordhemisphäre immer stärker von den vergleichbaren geozonalen Vegetationszonen ab: Im Mittelmeerraum weisen sie deutlich mehr Arten auf, zudem sind mehr immergrüne Laubbäume vorhanden und in den hochmontanen Lagen dominieren nicht Fichten oder Tannen, sondern Kiefern und Wacholder. Die montanen Wälder der Tropen haben nur noch wenig mit den geozonal-gemäßigten Wäldern oder auch mit den nördlicheren Bergwäldern gemeinsam: In den trockeneren Gebirgen findet sich häufig offene Hartlaubvegetation, in den feuchteren montaner Lorbeerwald oder tropische Wolken- und Nebelwälder, die ausschließlich dort vorkommen.
Die Festsetzung der Unter- und Obergrenzen der einzelnen montanen Vegetationsstufen sowie ihre Anzahl hängt je nach Gebirge von den Unterschieden im Arteninventar ab. Eine für den kontinentalen Norden idealisierte Abfolge wäre etwa:
- submontan = Waldsteppe (Übergangslebensraum von der Steppe zum Laubwald)
- tiefmontan = Sommergrüner Laubwald
- (mittel)montan = Laub-Nadelmischwald
- hochmontan (vergleiche subalpin) = Gebirgsnadelwald bis zur Waldgrenze

### Anwendung

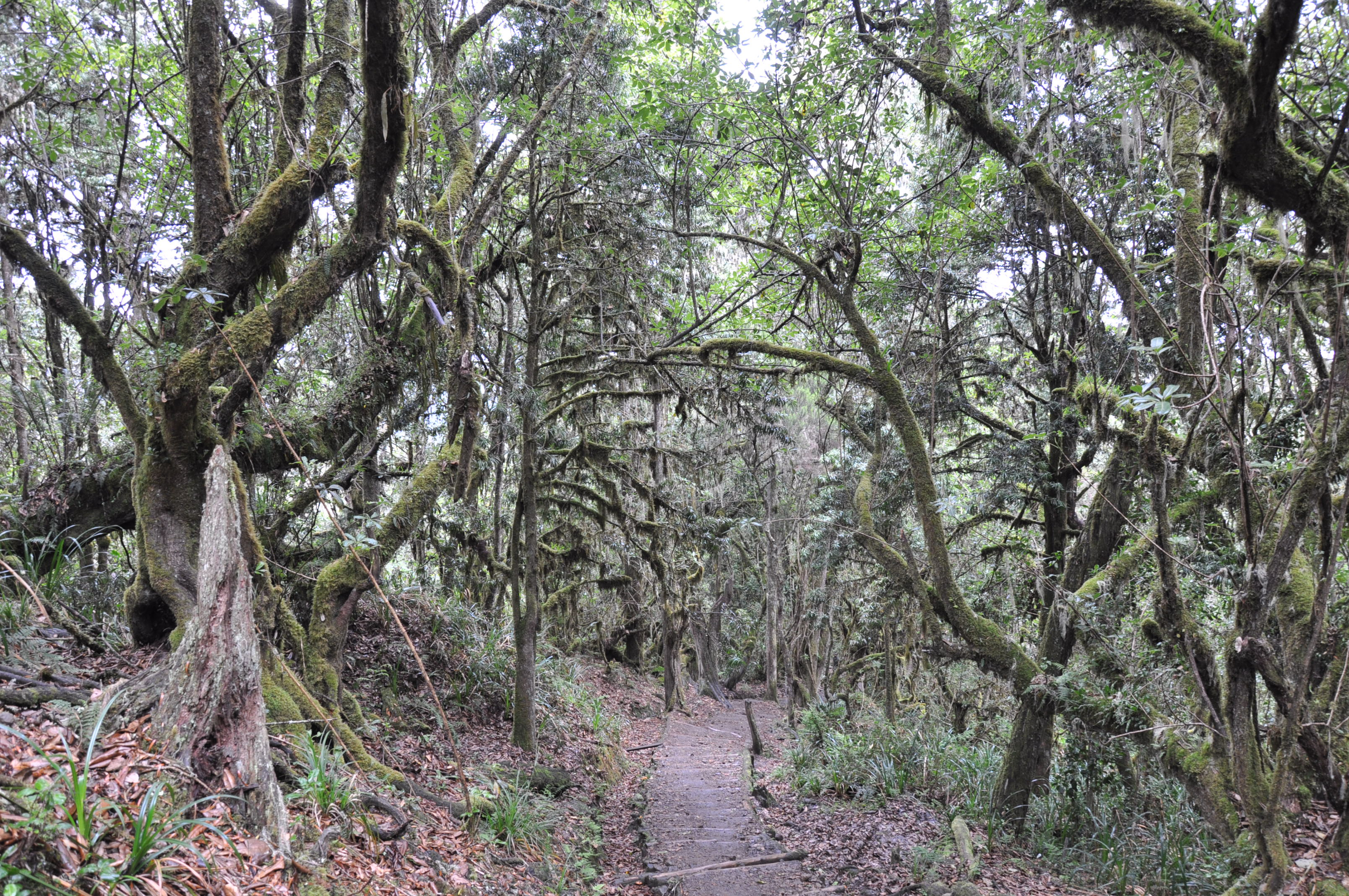
Montaner Lorbeerwald am Kilimandscharo (Tansania)

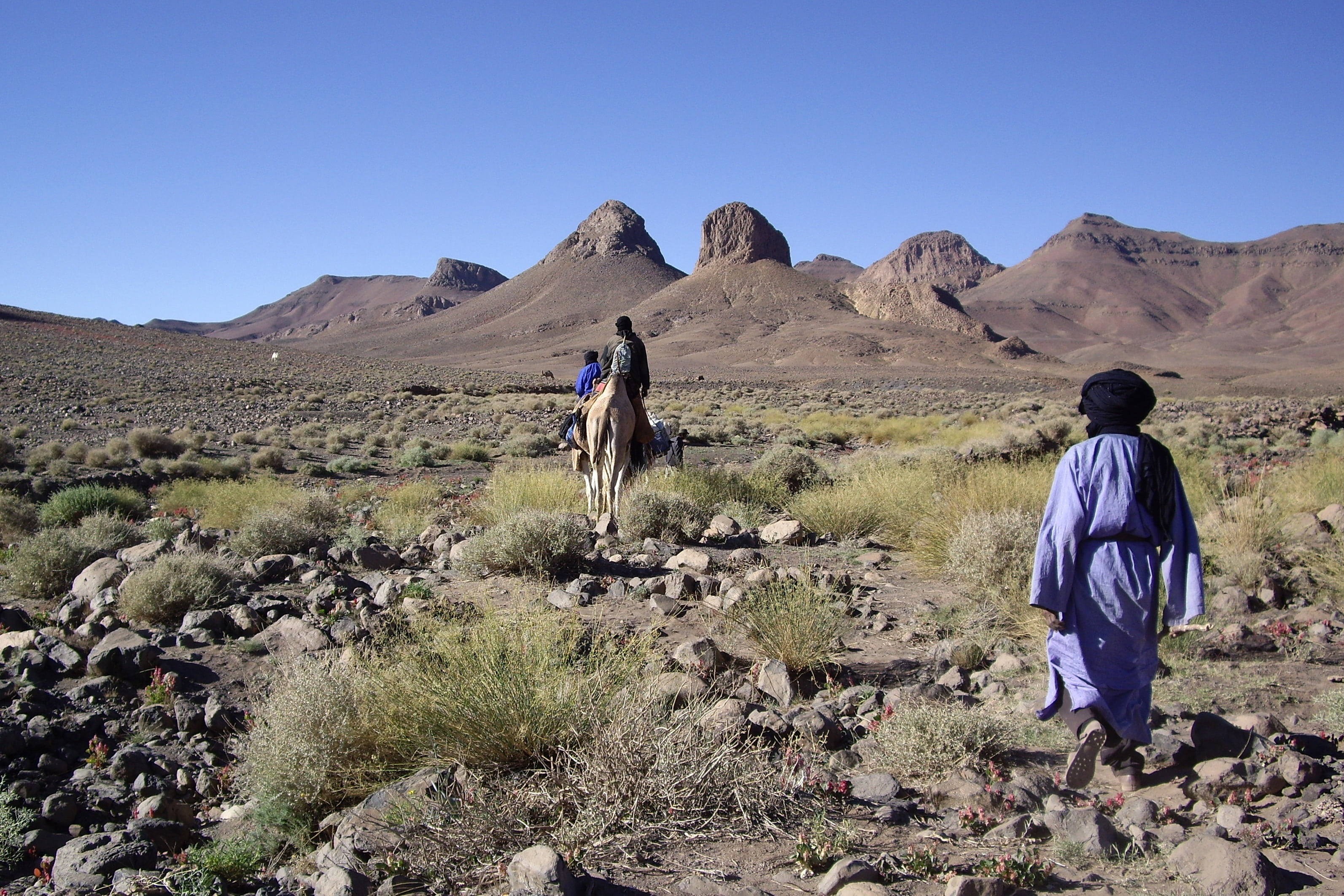
Nicht überall reicht der höhere Niederschlag im Gebirge für Wald: „Saharo-montane“ Gebirgssteppen-Wüste im Ahaggar-Gebirge, Algerien

Die Untergrenze der montanen Stufe ist in der Regel relativ einfach zu definieren, da ein deutlicher Wechsel der Vegetation sichtbar ist: Bei rund zwei Dritteln aller Hochgebirgshänge ist nach der hygrischen Klassifizierung (Schröder 1998) mit Bergwäldern zu rechnen. Bei semi-ariden Klimaten ist der Wechsel oftmals am eindeutigsten, da nicht nur das Artenspektrum, sondern der gesamte Vegetationstyp wechselt (beispielsweise Savanne zu Trockenwald, Hartlaubvegetation zu Laubwald, lichte Waldsteppe zu geschlossenem Wald, Steppe zu Offenwald). Selbst bei Wüstenbergen kommt montaner Baumbewuchs vor, jedoch zumeist nur an begünstigten Einzelstandorten und nicht über die gesamte Höhenstufe. In den immerfeuchten Tropen sind die Übergänge vom (Berg-)Regenwald zum Wolken- oder Nebelwald anhand der Pflanzenwelt schwer auszumachen, doch die gut sichtbare untere Wolkenkondensationszone ist recht eindeutig. In den Gebirgen der anderen feucht-humiden subtropischen und kühlgemäßigten Klimate der Nordhalbkugel und teilweise Neuseelands zeigen häufig bestimmte Baumarten im Wald den Beginn der montanen Bergwaldstufe an (beispielsweise Nadelbäume im Laubwald Europas und im gemäßigten Regenwald Neuseelands oder sommergrüne Laubbäume in immergrünen Wäldern). In den übrigen außertropischen Gebirgen der Südhalbkugel ist die Festlegung schwierig, da dort von der Ebene bis zur alpinen Zone vorwiegend Laubhölzer (vor allem Scheinbuchen) wachsen.
Die Obergrenze der montanen Stufe ist bei bewaldeten Bergen in fast allen Modellen die Waldgrenze. (Lediglich Fachautoren aus der Schweiz und einige Forstwissenschaftler aus dem Alpenraum ziehen die Obergrenze beim Übergang zum reinen Bergnadelwald, der dann abweichend bis zur Waldgrenze als subalpiner Wald bezeichnet wird. Die Waldgrenze gilt hier als Obergrenze der subalpinen Stufe und die Krummholzregion wird bereits zur alpinen Stufe gezählt.)
In sehr trockenen Klimaten, die selbst unter montanen Verhältnissen keinen Baumbewuchs ermöglichen, wird das Vorhandensein bestimmter Zeigerpflanzen genutzt, die eindeutig nur in alpinen Hochlagen vorkommen.
Die absolute Höhe über dem Meeresspiegel wird für jedes Gebirge nach den ökologischen Vorgaben separat festgelegt.

## Anthropogener Einfluss

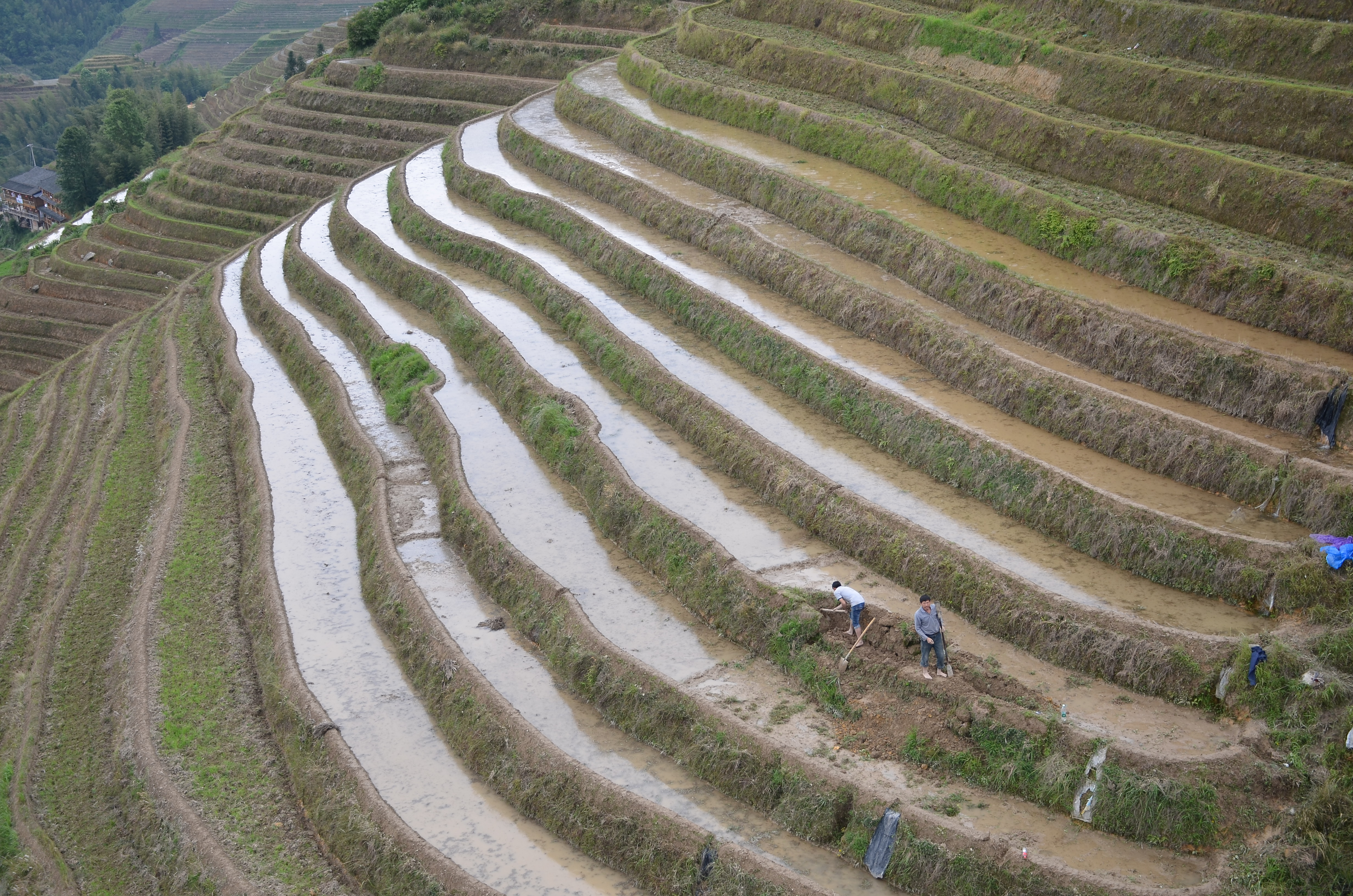
Reisterrassen in Südchina

Die Bergwaldstufe vieler Gebirge wird seit jeher als Quelle für Holz und Wildbret betrachtet und entsprechend beansprucht. Vom Grundsatz her gehört sie zur schwach besiedelten, nur zeitweise genutzten Subökumene. Dies trifft auch auf die Almwirtschaft in europäischen Gebirgen zu. Außer dieser traditionellen Form der Viehwirtschaft ist der Anbau von Feldfrüchten in den außertropischen Gebirgen (schon allein aufgrund der Steilheit der Hänge) nur in sehr eingeschränktem Maße möglich. In tropischen (und zum Teil subtropischen) Hochgebirgen ist dies häufig ganz anders: Hier bieten die Hänge wesentlich günstigere klimatische Bedingungen für menschliche Aktivitäten als die sumpfigen, feuchtheißen Regenwaldebenen. So hat man schon in historischer Zeit die Hänge terrassiert (etwa in den Anden oder im Süd-Himalaya), um geeignete Anbauflächen zu schaffen. Der ursprüngliche Wald wurde dafür gerodet. Auch heute werden wieder viele weitere montane Hänge massiv gerodet oder übernutzt, um den Bedarf der wachsenden Bevölkerung an Bau- und Brennholz, Weideland und Viehfutter zu decken. Ohne Terrassierung kommt es jedoch auf den kahlgeschlagenen Hängen vermehrt zu Bergrutschen und Lawinen. Viel wertvoller Boden geht dabei verloren.
Über die landwirtschaftliche Nutzung hinaus unterliegen viele Bergwaldregionen weltweit heute einem zunehmenden ökologischen Fußabdruck des Menschen: Vor allem die touristische Erschließung – insbesondere für den Wintersport – sowie Bergbauprojekte, Staudämme und der Ausbau der Infrastruktur gefährden die Natur.

## Beispiele für Höhenfestlegungen und ursprüngliche Vegetation
Die folgende Auflistung zeigt die enormen Unterschiede anhand einiger Beispiele:
| Ökozone                                | Gebirge/Region (Land)                                                | Höhenstufe                    | von         | bis            | Vegetation                                                                          |
| -------------------------------------- | -------------------------------------------------------------------- | ----------------------------- | ----------- | -------------- | ----------------------------------------------------------------------------------- |
| Feuchte Mittelbreiten                  | Westhänge der Southern Alps (Südinsel, Neuseeland)                   | submontan                     | 200/400 m   | 500/600 m      | gemäßigter Nadelholz-Regenwald mit Baumfarnen                                       |
| Feuchte Mittelbreiten                  | Westhänge der Southern Alps (Südinsel, Neuseeland)                   | montan                        | 500/600 m   | 800 m          | gemäßigter Nadelholz-Regenwald ohne Baumfarne                                       |
| Polare Zone                            | Brooks Range (Nord-Alaska, Vereinigte Staaten)                       | (planar-kollin-montan-alpin)* | ./.         | 600 m          | Tundra                                                                              |
| Boreale Zone                           | Chugach Mountains (Süd-Alaska, Vereinigte Staaten)                   | oroboreal                     | 500 m       | 600 m          | Weißfichtenwälder                                                                   |
| Feuchte Mittelbreiten                  | Bergisches Land/Sauerland (Deutschland)                              | submontan                     | 300 m       | 500 m          | vor allem Hainsimsen-Buchenwälder (bis montan)                                      |
| Feuchte Mittelbreiten                  | Bergisches Land/Sauerland (Deutschland)                              | montan                        | 500 m       | 600 m          | etwa Zwiebelzahnwurz-Buchenwald, Buchen-Bergahornwald, Giersch-Bergahorn-Eschenwald |
| Feuchte Mittelbreiten                  | Bergisches Land/Sauerland (Deutschland)                              | hochmontan                    | 600 m       | 843 m (1000 m) | etwa Ebereschen-Buchenwald, (Fichte höchstwahrscheinlich nicht natürlich)           |
| Boreale Zone                           | Zentrales Kamtschatka-Gebirge (Russland)                             | Steinbirken-Stufe             | 600 m       | 800/900 m      | Steinbirkenwälder                                                                   |
| Immerfeuchte Subtropen                 | Ruapehu (Nordinsel, Neuseeland)                                      | montan                        | 950/1000 m  | 1530 m         | Immergrüner Südbuchen-Bergwald                                                      |
| Feuchte Mittelbreiten                  | Nördliche Appalachen (New York, Vereinigte Staaten)                  | montan                        | 300/400 m   | 900 m          | Laub-Nadelmischwälder                                                               |
| Feuchte Mittelbreiten                  | Nördliche Appalachen (New York, Vereinigte Staaten)                  | hochmontan                    | 900 m       | 1300 m         | Rotfichten-Balsamtannenwälder                                                       |
| Tropisch / subtropische Trockengebiete | Drakensberge (Lesotho, Südafrika)                                    | montan                        | 1280 m      | 1830 m         | Steineibenwald                                                                      |
| Winterfeuchte Subtropen                | West-Kaukasus (Georgien)                                             | montan                        | 1000/1200 m | 1900 m         | Nadelwälder mit Rhododendron-Unterholz                                              |
| Feuchte Mittelbreiten                  | Nördliche Schweizer Alpen                                            | montan                        | 600/800 m   | 1400/1500 m    | Buchen-Tannenwälder, Tannen-Fichtenwälder                                           |
| Winterfeuchte Subtropen                | Südliche Seealpen (Frankreich)                                       | montan                        | 900 m       | 1600/1800 m    | Laub-Nadelmischwälder                                                               |
| Winterfeuchte Subtropen                | Südliche Seealpen (Frankreich)                                       | hochmontan                    | 1600/1800 m | 1800/1900 m    | Fichten-Nadelwälder                                                                 |
| Winterfeuchte Subtropen                | Teide-Nordhang (Teneriffa)                                           | thermokanarisch               | 900 m       | 1200 m         | Lorbeer-Bergwald                                                                    |
| Winterfeuchte Subtropen                | Teide-Nordhang (Teneriffa)                                           | mesokanarisch                 | 1200 m      | 2000 m         | Kanarenkiefern-Wald                                                                 |
| Tropisch / subtropische Trockengebiete | Ahaggargebirge (Algerien)                                            | (tief) saharo-montan          | 1700 m      | 2100/2300 m    | Gebirgssteppen-Wüste                                                                |
| Tropisch / subtropische Trockengebiete | Ahaggargebirge (Algerien)                                            | (hoch) saharo-montan          | 2100/2300 m | 2700 m         | Gebirgssteppen-Wüste mit xeromorphen Sträuchern und Bäumen an günstigen Standorten  |
| Sommerfeuchte Tropen                   | Kilimandscharo-Südabdachung (Tansania)                               | submontan                     | 900 m       | 1600 m         | Tropischer Trockenwald                                                              |
| Sommerfeuchte Tropen                   | Kilimandscharo-Südabdachung (Tansania)                               | montan                        | 1600 m      | 2800 m         | Gebirgs-Lorbeerwald                                                                 |
| Immerfeuchte Tropen                    | Kinabalu (Borneo, Malaysia)                                          | submontan                     | 900 m       | 1700/1800 m    | Tropische Eichen u. a. Buchengewächse                                               |
| Immerfeuchte Tropen                    | Kinabalu (Borneo, Malaysia)                                          | montan                        | 1700/1800 m | 2000/2350 m    | Steineiben- und Myrtengewächse                                                      |
| Immerfeuchte Tropen                    | Kinabalu (Borneo, Malaysia)                                          | hochmontan                    | 2000/2350 m | 2600/2800 m    | Nebelwald aus Myrten- und Buchengewächsen                                           |
| Trockene Mittelbreiten                 | Rocky Mountains in Colorado (Vereinigte Staaten)                     | Montane / Canadian            | 2500 m      | 3000 m         | Laub-Nadelmischwald                                                                 |
| Trockene Mittelbreiten                 | Schugnankette (Tadschikistan)                                        | submontan                     | 1400/1500 m | 2000/2200 m    | Grassteppe mit kurzlebigen Kräutern                                                 |
| Trockene Mittelbreiten                 | Schugnankette (Tadschikistan)                                        | montan                        | 2000/2200 m | 3100/3200 m    | Hochland-Wiesensteppe                                                               |
| Immerfeuchte Subtropen                 | Yushan (Taiwan)                                                      | submontan                     | 400/600 m   | 1400/1800 m    | Immergrüner feuchter Lorbeerwald                                                    |
| Immerfeuchte Subtropen                 | Yushan (Taiwan)                                                      | tiefmontan                    | 1400/1800 m | 1700/2300 m    | Immergrüner Eichen-Wolkenwald                                                       |
| Immerfeuchte Subtropen                 | Yushan (Taiwan)                                                      | mittelmontan                  | 1700/2300 m | 2500/2600 m    | Zypressen-Nebelwald                                                                 |
| Immerfeuchte Subtropen                 | Yushan (Taiwan)                                                      | obermontan                    | 2500/2600 m | 3400 m         | Tannenwälder                                                                        |
| Immerfeuchte Tropen                    | Äquatoriale Anden-Ostabdachung (Venezuela, Kolumbien, Ecuador, Peru) | Tiera subtemplada             | 1000/1200 m | 1500/1800 m    | Bergregenwald                                                                       |
| Immerfeuchte Tropen                    | Äquatoriale Anden-Ostabdachung (Venezuela, Kolumbien, Ecuador, Peru) | Tierra templada               | 1500/1800 m | 2500/2800 m    | Wolkenwald                                                                          |
| Immerfeuchte Tropen                    | Äquatoriale Anden-Ostabdachung (Venezuela, Kolumbien, Ecuador, Peru) | Tierra fria                   | 2500/2800 m | 3000/3350 m    | Nebelwald                                                                           |
| Tropisch / subtropische Trockengebiete | Nanga Parbat Südabdachung (Pakistan)                                 | submontan                     | 2000 m      | 2500/2700 m    | Wacholderhaine mit Kiefern in Grasland                                              |
| Tropisch / subtropische Trockengebiete | Nanga Parbat Südabdachung (Pakistan)                                 | montan                        | 2500/2700 m | 3400/3800 m    | Wacholderhaine mit Gebüschvegetation                                                |
| Sommerfeuchte Tropen                   | Sierra Nevada (Mexiko)                                               | submontane Tierra fria        | 1800/2000 m | 2400/2700 m    | Kiefern-Eichen-Nebelwald (Madrean Pine-Oak Woodlands)                               |
| Sommerfeuchte Tropen                   | Sierra Nevada (Mexiko)                                               | montane Tierra fria           | 2400/2700 m | 3000/3200 m    | Gebirgsnadelwälder mit Eichen                                                       |
| Sommerfeuchte Tropen                   | Sierra Nevada (Mexiko)                                               | montane Tierra helada         | 3000/3200 m | 4000 m         | Gebirgsnadelwald aus Hartwegs Kiefer                                                |